# Famille Ehrnrooth

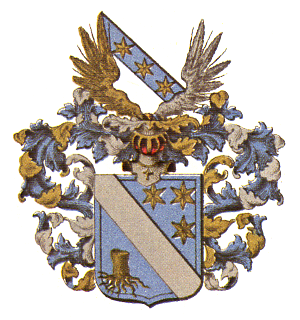
Blason des Ehrnrooth.

Ehrnrooth est le nom d'une famille de la noblesse de Finlande,.

## Membres de la famille
| Nom                         | Vie       | Activité     | Réf.  |
| --------------------------- | --------- | ------------ | ----- |
| Carl Gustaf Ehrnrooth       | 1744–1817 | militaire    | [ 2 ] |
| Gustaf Adolf Ehrnrooth      | 1779–1848 | militaire    | [ 2 ] |
| Gustaf Robert Ehrnrooth     | 1821–1911 | militaire    | [ 2 ] |
| Adelaïde Ehrnrooth          | 1826–1905 | écrivain     | [ 2 ] |
| Carl Albert Ehrnrooth       | 1831–1873 |              |       |
| Reinhold Ehrnrooth          | 1832–1896 | militaire    | [ 2 ] |
| Johan Casimir Ehrnrooth     | 1833–1913 | militaire    | [ 2 ] |
| Georg Ehrnrooth             | 1866–1935 | juriste      | [ 2 ] |
| Axel Ehrnrooth              | 1867–1950 | Banquier     | [ 2 ] |
| Alexander Kasimir Ehrnrooth | 1869–1950 | conseiller   |       |
| Ernst Ehrnrooth             | 1871–1950 | professeur   | [ 2 ] |
| Leo Ehrnrooth               | 1877–1951 | politicien   | [ 2 ] |
| Lars Ehrnrooth              | 1897–1980 | militaire    |       |
| Carl Johan Ehrnrooth        | 1898–1967 | entrepreneur | [ 2 ] |
| Gustaf Ehrnrooth            | 1898–1983 | militaire    | [ 2 ] |
| Adolf Ehrnrooth             | 1905–2004 | militaire    | [ 2 ] |
| Göran Ehrnrooth             | 1905–1996 | banquier     | [ 2 ] |
| Kerstin Ulrika Ehrnrooth    | 1906–2004 | écrivain     | [ 3 ] |
| Gay Ehrnrooth               | 1925–2006 | commerçant   | [ 2 ] |
| Olavi Ehrnrooth             | 1907–1943 | militaire    |       |
| Georg C. Ehrnrooth          | 1926–2010 | politicien   | [ 2 ] |
| Casimir Ehrnrooth           | 1931–2015 | commerçant   | [ 2 ] |
| Göran J. Ehrnrooth          | 1934-     | banquier     | [ 2 ] |
| Robert Ehrnrooth            | 1939-     | entrepreneur | [ 2 ] |
| Georg Ehrnrooth             | 1940-     | commerçant   |       |
| Henrik Ehrnrooth            | 1954-     | commerçant   |       |
| Jari Ehrnrooth              | 1959-     | écrivain     |       |
| Henrik Ehrnrooth            | 1960-     | cavalier     | [ 4 ] |
| Georg Ehrnrooth             | 1966-     | investisseur |       |
| Carl-Gustaf Ehrnrooth       | 1969-     | investisseur |       |
| Henrik Ehrnrooth            | 1969-     | économiste   |       |
| Alexander Ehrnrooth         | 1974-     | commerçant   |       |
| Mia Ehrnrooth               | 1987-     | acteur       |       |